# Anaclileia splendida
Anaclileia splendida är en tvåvingeart som beskrevs av Zaitzev 1994. Anaclileia splendida ingår i släktet Anaclileia och familjen svampmyggor. Inga underarter finns listade i Catalogue of Life.